# Atletismo nos Jogos Pan-Americanos de 1959 - Salto com vara masculino
A prova do salto com vara masculino nos Jogos Pan-Americanos de 1959 foi realizada em Chicago, Estados Unidos.

## Medalhistas
| Ouro                            | Prata                         | Bronze                      |
| Donald Bragg USA Estados Unidos | Jim Graham USA Estados Unidos | Rolando Cruz PUR Porto Rico |

## Resultados
| Posição           | Nome            | Nacionalidade      | Marca | Notas |
| ----------------- | --------------- | ------------------ | ----- | ----- |
| Medalha de ouro   | Donald Bragg    | USA Estados Unidos | 4.62  |       |
| Medalha de prata  | Jim Graham      | USA Estados Unidos | 4.32  |       |
| Medalha de bronze | Rolando Cruz    | PUR Porto Rico     | 4.32  |       |
| 4                 | Ron Morris      | USA Estados Unidos | 4.32  |       |
| 5                 | Rubén Cruz      | PUR Porto Rico     | 4.23  |       |
| 6                 | Bob Reid        | CAN Canadá         | 4.04  |       |
| 7                 | David Linkin    | CAN Canadá         | 4.04  |       |
| 8                 | Miguel Rivera   | PUR Porto Rico     | 3.80  |       |
| 8                 | Brígido Iriarte | VEN Venezuela      | 3.80  |       |
| 8                 | José Infante    | CHI Chile          | 3.80  |       |